# Liceum Ogólnokształcące nr III im. Adama Mickiewicza we Wrocławiu
Liceum Ogólnokształcące nr III im. Adama Mickiewicza (wcześniej III Liceum Ogólnokształcące) – publiczne liceum ogólnokształcące we Wrocławiu.

## Historia
Szkoła powstała w sierpniu 1946 jako druga szkoła w powojennym Wrocławiu. Jej założycielem i dyrektorem był Antoni Zięba. W sierpniu 1946 roku samotnie przy stoliku na boisku I LO przy ul. Poniatowskiego przyjmował zapisy do szkoły. Pierwsze zajęcia, z powodu braku własnego budynku, odbywały się w Muzeum Pedagogicznym przy ul. J. Dąbrowskiego, początkowo pod nazwą III Liceum Ogólnokształcące. W listopadzie 1955, w setną rocznicę śmierci poety, szkoła przyjęła imię Adama Mickiewicza. W 1947 roku przyznano szkole budynek przy ulicy Jedności Narodowej nr 117, a w 1965 przeniesiono ją do obecnego budynku przy ulicy Składowej 5 na Nadodrzu.

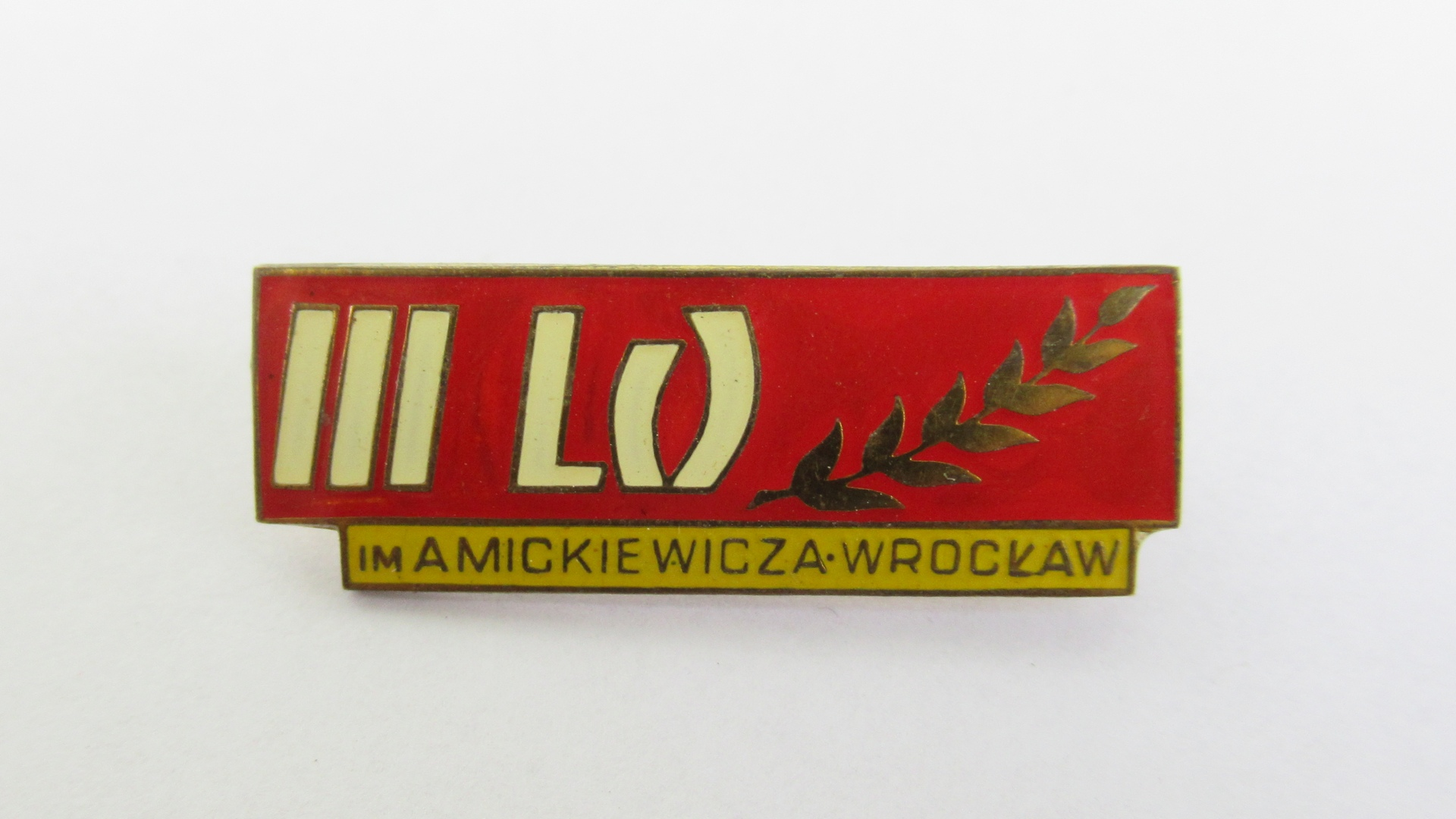
Tarcza szkolna z lat 80. XX w.

W 1974 dokonał się podział szkoły, spowodowany małą przestrzenią w budynku przy ul. Składowej, w wyniku którego powstało XIV Liceum Ogólnokształcące im. Polonii Belgijskiej we Wrocławiu. Zapoczątkowało to przyjacielską rywalizację matematyczną obu szkół.
We wrześniu 2017 roku szkole została przyznana Odznaka Honorowa Złota Zasłużony dla Województwa Dolnośląskiego.
Z okazji 75-lecia szkoły powstał, na ścianie otaczającej boisko szkolne, upamiętniający to wydarzenie mural, stworzony z farby pochłaniającej smog. Uroczysty Dzień Absolwenta z okazji jubileuszu zorganizowano 23 października 2021.

## Poczet dyrektorów
- 1946–1965: Antoni Zięba[9]
- 1965–1968: Stanisław Marciniec
- 1968–1981: Daniel Manelski
- 1981–1985: Zdzisław Słomian
- 1985–1986: Barbara Demska
- 1986–1990: Marian Bednarek
- 1990–2020: Michał Głowacki
- od 2020: Tomasz Cygal[10]

## Szkoła w XXI wieku
LO nr III w 2006:
- 510 uczniów uczących się na 3 poziomach w podziale na 17 oddziałów:
  - pion klas o wiodącym profilu matematyczno-fizycznym – 7 oddziałów
  - pion klas matematycznych akademickich objętych innowacją (pierwsza klasa matematyczna pod opieką Instytutu Matematyki Uniwersytetu Wrocławskiego powstała w roku szkolnym 1964/65) – 3 oddziały
  - pion klas architektonicznych objętych innowacją (rok powstania 1992/93) – 3 oddziały
  - pion klas matematyczno-informatycznych objętych innowacją (rok powstania 1991/1992) – 3 oddziały
  - klasa humanistyczno-teatralna (rok powstania 1991/92)
- szkoła – jako całość – posiada profil matematyczno-fizyczny ukształtowany w latach 1968–1980 przez dyrektora Daniela Manelskiego
- języki obce nauczane w blokach międzyklasowych (z podziałem na stopnie zaawansowania)
- BPR – blok przedmiotów rozszerzonych dla klas II i III (2 przedmioty wybrane ze wspólnej dla wszystkich profili puli)
- Wybryk, czyli Wrocławska Yntelektualna Biesiada Rytmu Y Kultury to organizowany tutaj (przez klasy teatralne i opiekunów) od 1990 roku Ogólnopolski Przegląd Piosenki Licealisty[12]

## Absolwenci
Z okazji kolejnych jubileuszy Liceum okazały się księgi pamiątkowe zawierające spisy absolwentów.
Wśród absolwentów III Liceum znajdują się (w nawiasach rok matury):

- Zbigniew Lewandowski (1950)
- Marian Orzechowski (1950)
- Aleksander Minkowski (1951)
- Eliza Lamer-Zarawska (1952)
- Andrzej Wiszniewski (1952)
- Janusz Czerwiński (1953)
- Wojciech Suski (1953)
- Janusz Zakrzeński (1953)
- Adam Dziewoński (1954)
- Krzysztof Cena (1955)
- Marek Gregorczuk (1955)
- Barbara Piasecka Johnson (1955)
- Zygmunt Szparkowski (architekt) (1955)
- Zofia Świda (1956)
- Krzysztof Kuszewski (1958)
- Andrzej Ostromęcki (1960)
- Tadeusz Suski (1963)
- Julia Jezierska (1965)
- Zbigniew Lipecki (1965)
- Wiesław Saniewski (1966)
- Tadeusz Bednarski (1967)
- Rafał Augustyn (1969)
- Zdzisław Płoski (1969)
- Gabriela Kownacka (1971)
- Andrzej Kisielewicz (1972)
- Paweł Krupski (1972)
- Lech Janerka (1973)
- Ryszard Szwarc (1975)
- Jerzy Maroń (1976)
- Michał Morayne (1976)
- Piotr Biler (1977)
- Ewa Damek (1977)
- Janusz Łyko[16] (1979)
- Krzysztof Nawotka (1979)
- Leszek Czarnecki (1980)
- Witold Charatonik (1984)
- Arkadiusz Wójs (1990)
- Mateusz Wichary (1995)
- Marta Lempart (1998)
- Przemysław Witkowski (2001)
- Agnieszka Dziemianowicz-Bąk (2003)
- Oskar Wieczorek (2013)

## Ranking Liceów Ogólnokształcących – „Perspektywy”
Poniżej znajduje się tabela, przedstawiająca pozycję Liceum w rankingu Perspektyw w kategorii Liceów Ogólnokształcących na przestrzeni kilku lat. Metodologia rankingu opiera się na wynikach zarówno z matur obowiązkowych, jak i rozszerzonych; uwzględniane są również sukcesy w olimpiadach przedmiotowych.
| Rok  | Miejsce w Polsce | Miejsce w województwie |
| ---- | ---------------- | ---------------------- |
| 2023 | 6                | 1                      |
| 2022 | 9                | 2                      |
| 2021 | 9                | 2                      |
| 2020 | 8                | 2                      |
| 2019 | 7                | 2                      |
| 2018 | 6                | 1                      |